# Roha Ashtami
Roha Ashtami é uma cidade  no distrito de Raigarh, no estado indiano de Maharashtra.

## Demografia
Segundo o censo de 2001, Roha Ashtami tinha uma população de 19,082 habitantes. Os indivíduos do sexo masculino constituem 52% da população e os do sexo feminino 48%. Roha Ashtami tem uma taxa de literacia de 81%, superior à média nacional de 59.5%: a literacia no sexo masculino é de 83% e no sexo feminino é de 78%. Em Roha Ashtami, 12% da população está abaixo dos 6 anos de idade.